# Benedetto Menni

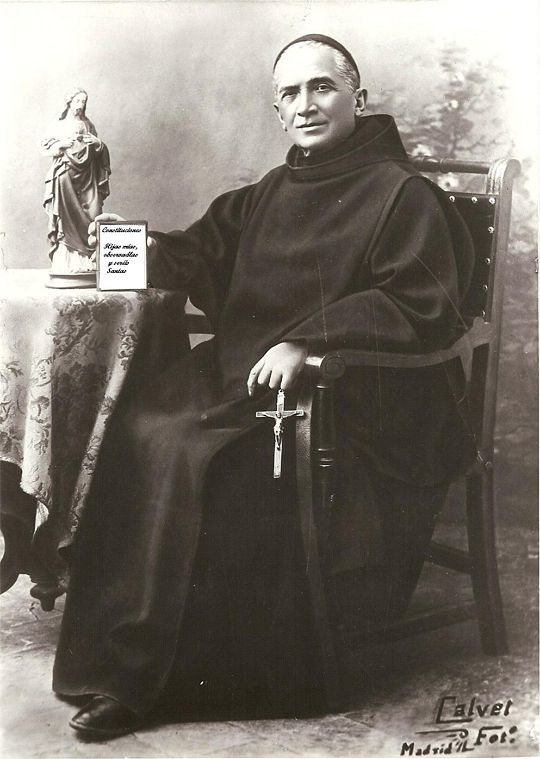
Benedetto Menni (1905)

Benedetto Menni OH (* 11. März 1841 in Mailand, Italien als Angelo Ercole; † 24. April 1914 in Dinan, Frankreich) war ein italienischer Ordenspriester und Ordensgründer. Er ist seit 1999 ein Heiliger der römisch-katholischen Kirche und Schutzpatron der „ehrenamtlichen Helfer“.

## Leben
Angelo Ercole Menni wurde als fünftes Kind geboren, zur Familie zählten insgesamt 15 Kinder. Nach seinem Schulabschluss übte er für eine kurze Zeit eine Tätigkeit in einer Bank aus. Mit 19 Jahren (1860) trat er in Lodi bei Mailand der Ordensgemeinschaft der Barmherzigen Brüder des Johannes von Gott bei und nahm als Ordensnamen Benedetto an. Nach seinen Theologie- und Philosophiestudien empfing er 1866 in Rom die Priesterweihe. Im Auftrag von Papst Pius IX. (1846–1878) reformierte er ab 1867 den Orden auf der Iberischen Halbinsel und in Lateinamerika. Benedetto war der Gründer mehrerer Ordenszentren und über 20 Krankenhäusern, die sich um die Pflege der kranken und älteren Bevölkerung kümmerten. 1881 gründete er zur weiblichen Ergänzung seines Ordens in Ciempozuelos (Madrid), die Gemeinschaft der Hospitalschwestern des heiligsten Herzens Jesu. 1909 wurde Benedetto zum apostolischen Visitator ernannt. 1911 wurde ihm das Amt des Generaloberen der Barmherzigen Brüder anvertraut, welches er aber schon 1912 abtrat.

## Seine Philosophie
Benedetto war ein Verfechter und Vertreter der zeitgemäßen Betreuung und Behandlung von physisch Kranken und geistig behinderten Menschen. Nach seiner Auffassung zählt zur Therapie dieser Kranken auch die Kunst, Kultur, Gesellschaft und Religion. Er verteidigte das geistige Klima gegen alle Kritiker und setzte sich für eine humane Würde der Behinderten ein.

## Verehrung
Seine Spiritualität und die zeichengebende Gesundheits- und Krankenpflege brachte ihm die Benennung zum „Prophet der Hospitalität“ ein. Benedetto Menni wurde von Papst Johannes Paul II. (1978–2005) am 24. April 1985 selig- und am 21. November 1999 heiliggesprochen. Sein kirchlicher Gedenktag ist der 24. April.